# Віза Вторма (футзальний клуб)

Футбольний клуб «Віза-Вторма» — український футзальний клуб з міста Івано-Франківська. Заснований у 2009 році.

## Історія
ФК «Віза Вторма» (Івано-Франківськ) — футзальний клуб, команда якого майже 10 років виступає в обласних змаганнях з футзалу. Пройшов випробування у другій та першій  та вищій лігах, а також переміг у Вищій аматорській лізі України та показував хороші результати у Кубку України.  У складі команди молоді франківські хлопці, які ставлять собі за мету перемагати у кожному матчі, не дивлячись на регалії суперника.
Опікуються командою Ігор Іваник та Володимир Перепічка. А на тренерському містку і в складі відбулись зміни. Замість Ореста Горбатого команду очолив минулорічний досвідчений гравець команди Михайло Сенич. Після чого, з 2013—2014 рр його змінив Іван Скіцко, який також є тренером ФК «Ураган» (Івано-Франківськ).

## Склад
Президент — Ігор Іваник.
Організатор команди — Володимир Перепічка.
Тренери:
2011—2013 — Орест Горбатий,
2013/2014 — Михайло Сенич,
2014 і по теперішній час — Іван Скіцко.
На початок сезону 2015/2016 команду покинула левова частка старожилів команди, а саме: капітан — С.Шпільчак, голкіпер А.Чухнов, Я.Качан, Т.Панчук, Ю.Музика та О.Перепічка який виїхав за межі України.
Зі складу який дебютував у вищій лізі АМФІФО 2012 року залишились лише голкіпер Є.Борсук, С.Паньків та І.Подолюк який влився в колектив по ходу дебютного сезону.
Замінити ці кадрові втрати покликані новачки: І.Кушецький, В.Гурак, Р.Москалик, І.Білик то О.Орищук.
Новим капітаном обрано найдосвідченішого гравця команди Олега Веприка.
Перед командою стоять найвищі завдання на сезон 2015/2016, а саме перемога в обласних чемпіонаті та кубку, а також гідно виступити в кубку України з футзалу.

## Нагороди
ФК «Віза-Вторма» досвідчена футзальна команда яка майже 10 років демонструє чудову гру на Прикарпатті і не тільки. ФК «Віза-Вторма» була створена у 2009 році. І з того часу пройшла довгий і непростий шлях до чемпіонських п'єдесталів області, міста та навіть тричі, брала участь у розіграші найвищого гранду Українського футзалу «Кубок України», де наші хлопці двічі увійшли в 1/8 фіналу.
Список нагород ФК:
2011—2012рр (Перша ліга Чемпіонату області) — 2 місце
2012—2013рр (Вища ліга Чемпіонату області) — учасник (перехід до Вищої ліги)
2013—2014рр (Вища ліга області) — 2 місце
2014—2015рр (Вища ліга області) — 2 місце
2015—2016рр (Вища ліга області) — 1 місце Чемпіон Області
2015—2016рр (Аматорська Ліга України) — 1 місце Чемпіон області
2015—2016рр (Кубок Івано-Франківської області) — 1 місце Володар Кубка
2016—2017рр (Вища Ліга області) — 1 місце Чемпіон області
Нагороди компанії:
Щорічні нагороди Президенту ФК «Віза-Вторма» 2010—2017рік
«За значний внесок у розвиток футболу Прикарпаття»
2016—2017рр Нагорода Екологічної компанії Віза-Вторма
"За вагомий вклад у реалізаці. унікального соцпроекту — шкільний турнір з футзалу, кубок міського голови.
Кубок України:
2014—2015 — учасник
2015—2016 — 1/8 фіналу
2016—2017 — 1/8 фіналу
2017—2018 — Бронзовий призер Першою Ліги України